# Ferme-manoir de Douville
La ferme-manoir de Douville est une ancienne demeure fortifiée qui se dresse sur le territoire de la commune française de Mandeville-en-Bessin dans le département du Calvados, en région Normandie. L'édifice est inscrit au titre des monuments historiques.
Les bâtiments de ferme et le logis seigneurial sont disposés sans discontinuité autour d'une cour carrée. L'habitation a été construite en grande partie au XVIIe siècle mais la tour et les caves sont plus anciennes. Au XVIIIe siècle résidence épisodique des maîtres, la propriété est ensuite occupée par des fermiers qui exploitent le domaine avec de moins en moins d'ouvriers agricoles au XXe siècle. Témoin de l'Ancien Régime, elle évoque à la fois la vie de la noblesse de l'époque et le travail de la terre.

## Localisation
Le monument est situé à 2 kilomètres à l'est-nord-est de l'église Notre-Dame de Mandeville-en-Bessin, sur l'ancienne commune de Tessy, dans le département français du Calvados. À six kilomètres des falaises du littoral, le manoir surgit au détour de la départementale 29 entre Mosles et Trévières sur les plateaux crayeux et calcaires du Bessin à environ 52 mètres au-dessus du niveau de la mer dans un paysage bocager arrosé par l'Aure inférieure.

## Historique
Vers 1060 la plus grande part de Tessy fait partie avec Houtteville et Surrain, du domaine des Lièvres qui appartient à Alvérède ou Auvray le Géant. Celui-ci en  fait don aux moines de Saint Vigor de Bayeux. Les terres sont élevées en baronnie et fieffées en 1594 à Pierre Hélyes seigneur de Lyferne, dont un ancêtre du même nom a été anobli en 1461 par lettres du roi de France Charles VII et listé dans la recherche de Montfaut en 1463. Les revenus de la baronnie des Lièvres sont cédés par Richard Hélyes seigneur d'Housteville et du Quesnay, petit-fils de Pierre en 1633 à l'abbaye de Cerisy au moins jusqu'en 1672, date à laquelle c'est le prince de Vendôme, abbé de Cerisy qui les perçoit. L'abbé, commendataire comme ses prédécesseurs depuis 1502, doit entretenir le chœur de l'église de Tessy. En 1683, Raulline d'Hermerel, veuve de Richard, aide à faire réparer la nef de l'église, engage un prêtre à la fois chapelain et instituteur et lui fait construire une petite maison.
Marie Madeleine Hélyes, petite-fille de Raulline et Richard, épouse, en 1693, Guillaume Desson seigneur de Douville qui entre en possession du domaine, soit à la suite de l'héritage de son épouse, soit par achat. Le manoir de Tessy devient alors le manoir de Douville. L'élevage bovin et la commercialisation des produits laitiers notamment du beurre salé enrichit les détenteurs des grands domaines agricoles du Bessin.
C'est à cette époque que le nouveau logis est construit, l'ancien qui lui est adjacent est loué au fermier qui exploite les terres.
Le domaine reste en possession de la famille Desson jusqu'à la deuxième moitié du XVIIIe siècle.

### AuXVIIIesiècle
En 1763, Joseph-François Desson vend à Léonord-Charles Radulph, lieutenant général de police de Caen issu d'une famille de petite noblesse depuis le XIVe siècle par son ancêtre Jean Radulph « maisons de maître et de fermier, terres et labours, bois d'Housteville, fiefs et seigneuries du Quesnay et Meherang consistant en hommes et hommages, reliefs et rentes tant en deniers, grains, œufs, oiseaux qu'autres espèces, rentes foncières et hypothèques, meubles appartenant au sieur de Douville dans les dites maisons de Tessy ». De plus « l'acquéreur devait recouvrer les treizièmes pour en remettre la moitié au sieur de Douville et continuer les rentes foncières et seigneuriales.
C'est en Normandie et particulièrement dans le Bessin que l'on compte le plus de fiefs. C'est ce qui explique que Léonord Radulph puisse se porter acquéreur de plusieurs petits fiefs. Chaque fief, lui-même dépendant d'un fief plus important, est composée d'un domaine que le seigneur exploite directement ou non, sur lequel se trouve son manoir ou château et des terres qui, si le fief est assez important, sont elles-mêmes fieffées ou exploitées en censive ; c'est-à-dire en terre non noble.
Aussi l'achat de terres reste très compliqué car, sauf dans le cas des alleux, la vente de terres, nobles ou pas, est régie par la nature de la propriété des fiefs qui n'est jamais complètement entière. Un fief est toujours assujetti à un fief dominant auquel se rattachent des droits divers, et ce en remontant la pyramide jusqu'à ce qu'on se trouve confronté à des titres perdus ou éteints.
Léonord Radulph va percevoir des taxes, et diverses rentes en argent ou en nature de ses nouveaux tenanciers. Mais il va devoir en reverser annuellement une partie à son vendeur J. F. Desson. Quatre ans plus tard il rachète une autre parcelle pour agrandir son domaine.
Vingt-six ans avant la prise de la Bastille qui marque le début de la Révolution Française, le régime seigneurial s'est adouci par rapport aux siècles précédents. Mais il pèse financièrement plus ou moins lourd suivant les provinces.
L'hommage est dû à chaque mutation mais seulement sur les terres nobles. Cérémonie par laquelle le vassal s'engage encore selon la coutume de Normandie rédigée en 1731 à porter aide et assistance à son seigneur, ce n'est plus, dans la deuxième moitié du XVIIIe siècle, dans certaines provinces comme en Touraine, qu'un engagement pour les formes, prétexte à dénombrer les propriétés. Et on peut constater que dans le document notarial relatif à l'achat de L. Ch.  Radulph, le mot « foi », de la formule  rituelle « foi et hommage », a disparu.
Les « hommes » cités dans l'acte notarial sont des fermiers ou des métayers qui peuvent garder les terres avec les bâtiments de ferme et d'habitation dans leur famille au fil des générations Mais les tenures sont grevées  de droits et redevances et un droit de relief est payable au seigneur comme si la terre ou domaine devait être racheté symboliquement à toutes les mutations. En Normandie, contrairement à l'usage dans d'autres provinces, le montant du relief reste très modique :« En Normandie le relief est dû à toutes mutations, mais c'est si peu de chose qu'il est très rare de voir des contestations à ce sujet » . Par contre il est dû sur les terres nobles et non nobles même par les héritiers directs.
Les types de rente sont très divers. Certaines ne sont plus très élevées car dites perpétuelles donc fixes, elles perdent de leur importance avec les années. Par contre les redevances en nature peuvent se révéler plus lourdes pour les tenanciers. Quant aux rentes seigneuriales, elles sont dues au seigneur sur les terres nobles pour des droits de chasse, pêche et droits coutumiers divers.
En 1782 Léonord Radulph bataille pour obtenir le droit de recevoir les honneurs dus au patron de l'église de Tessy. Cette soif d'honneurs totalement désuets peut paraître dérisoire. 
Alors que Joseph-François Desson habitait au château de Douville jusqu'à la vente du domaine, le nouveau propriétaire n'y réside pas en permanence. M. de Radulph meurt en l'an II de la République laissant le domaine à sa fille unique mariée au baron Jean-Claude Hue de Mathan. Cette famille Hue de Mathan, qui le conservera jusqu'en 1920, n'habite plus du tout au manoir de Douville. En 1824, les états de sections du cadastre indiquent que le propriétaire Louis de Mathan, petit-fils de Léonord qui avait émigré pendant la Révolution, habite au château de Chicheboville,. Léonord Charles Radulph est l'arrière-grand-père d'Arcisse de Caumont qui hérite d'une ferme à Crépon tandis que deux de ses cousins se partagent 86 hectares de terres, une ferme et le manoir de Tessy. Vers 1850 le domaine est exploité par le fermier et sa famille et plus d'une dizaine d'ouvriers. Vingt ans plus tard, le nombre des ouvriers est réduit de moitié.
À la fin du XIXe siècle l'institutrice du village fait remarquer que les châtelains de Douville étaient les plus riches seigneurs de la contrée, les autres châtelains ; de Bénouville, Cléronde, Moulasny leur devaient hommage. Le domaine tombe ensuite en indivision et doit être vendu en 1920. Une famille d'agriculteurs acquiert le manoir et une quarantaine d'hectares et continue l'élevage de vaches laitières et de porcs et bien-sûr la production de  beurre jusqu'en 1995, date à laquelle les bâtiments reviennent à l'un des héritiers.

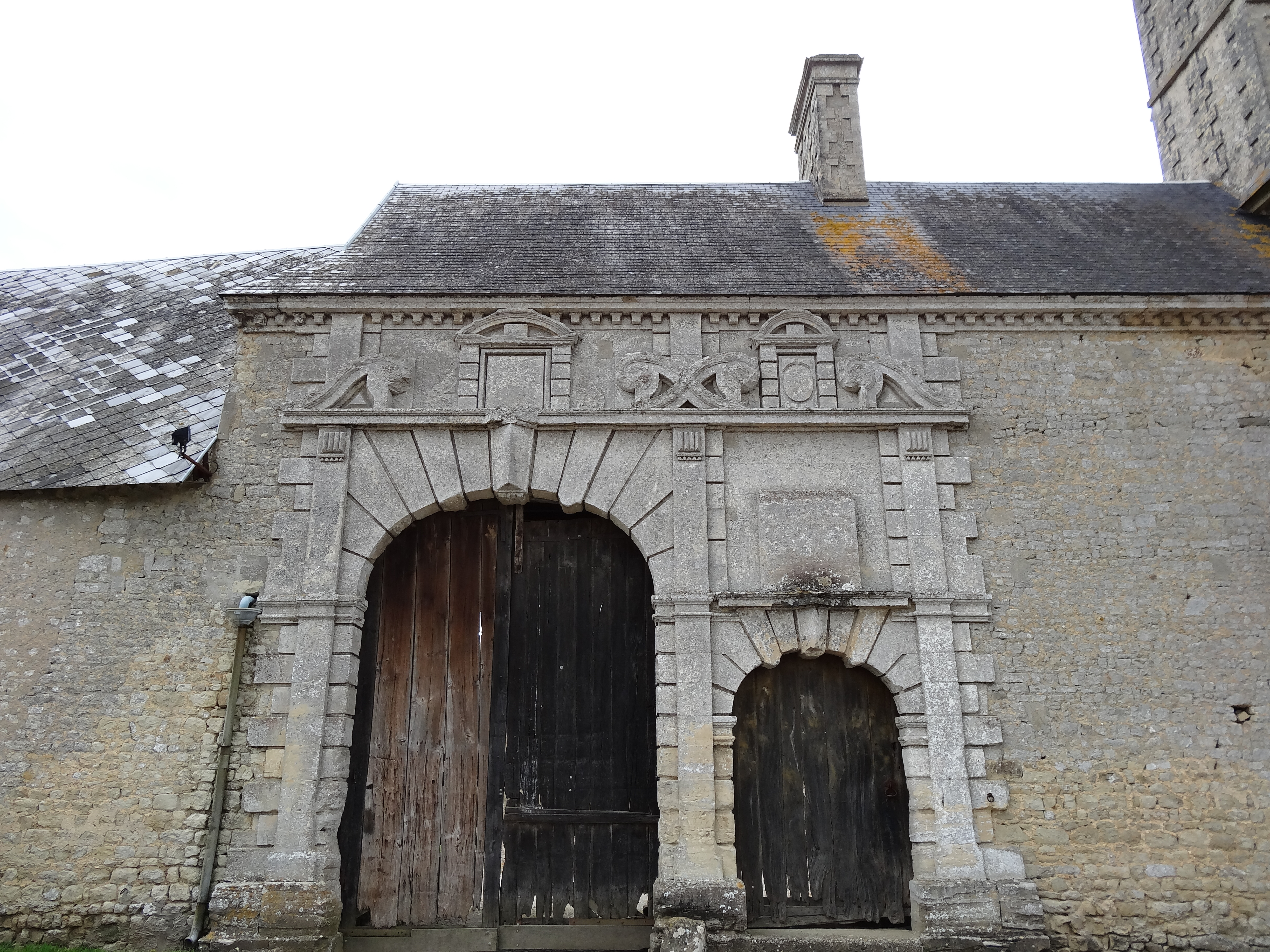
Double portail du XVIIe siècle.
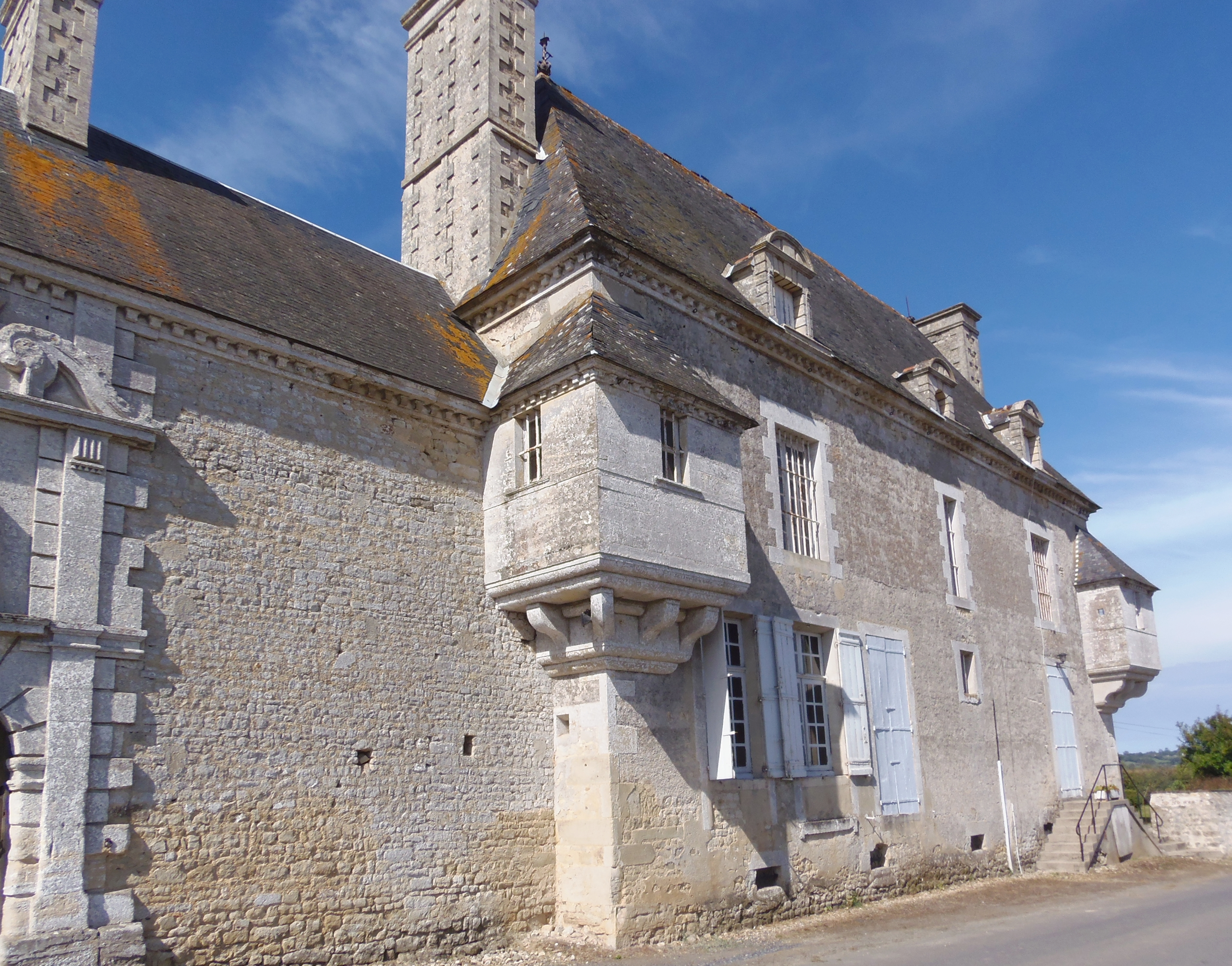
La façade est du logis du levant..

## Description
Le manoir de Douville est un ensemble de bâtiments d'allure défensive qui datent en grande partie du XVIIe siècle. La partie habitation en forme de L se compose de deux logis distincts mais contigus ; le vieux logis et le logis du levant. Au fil du temps le premier devint la demeure du fermier, le second celle des maîtres du domaine. Coiffés de hauts toits en ardoise, les bâtiments sont en pierre calcaire, moellons pour le gros œuvre et pierres de taille autour des ouvertures. Comme de nombreuses fermes-manoirs du Bessin l'ensemble des constructions forme un carré défensif complètement fermé autour d'une grande cour, un mur haut ayant remplacé une étable côté nord face à la départementale. Cet ensemble est composé d'une petite tour carrée accolée à une des deux maisons d'habitation, de bâtiments agricoles et d'un pigeonnier. L'accès à la cour est ménagé sur deux côtés, le plus ancien se trouve au sud-ouest, il n'en reste que la petite porte piétonnière dissimulée au sud-ouest derrière les ruines de burets du XIXe siècle.

### Le portail
L'entrée principale se fait par un portail monumental du XVIIe siècle qui donne directement sur la voie rurale. Très semblable au portail daté de 1641 de la Caillerie à Bayeux, si ce n'est que ce dernier n'a qu'une seule grande ouverture, ou de celui du manoir de Longeau, il comporte une porte piétonnière et une porte charretière dont les arcs en anse de panier sont composés d'une rangée de grands claveaux avec au centre une clef biseautée encadrée par deux claveaux pendants. Les piédroits sont ornés d'un pilastre qui se prolonge au-dessus de l'imposte jusqu'à une mince corniche commune aux deux baies mais qui supporte au-dessus de chacune d'elles un fronton brisé à volutes. La partie supérieure des trois pilastres porte un motif exactement identique à celui du portail de la Caillerie. Une cheminée au chaînage harpé s'élève au-dessus du toit sur la droite.

### L'ancien logis
Il a été la demeure de la famille Hélyes de Housteville qui l'a probablement fait bâtir à la fin du XVIe siècle ou au tout début du XVIIe siècle avant de le louer à un fermier pour habiter le deuxième bâtiment construit ultérieurement. Les deux logis forment une sorte de L, le bâtiment plus ancien venant s'encastrer dans le second.
Les alignements verticaux de ses travées sont chapeautés par trois lucarnes dont les jambages s'appuient directement sur le mur de façade. La lucarne du milieu est un œil-de-bœuf surmonté par un fronton plein-cintre mouluré. Les deux autres, un peu plus grandes, ont une ouverture cintrée surmontée d'un fronton gravé d'une rosace et souligné d'une petite corniche à denticules discrètes. À l'origine une unique porte entourée par deux fenêtres perçait la façade du rez-de-chaussée.
Une tour carrée, qui serait la partie la plus ancienne, avec certaines caves, et pourrait dater du XVe siècle voire du XIVe siècle, contiguë au logis nord est munie d'une petite échauguette et d'un mâchicoulis,. L'apparence défensive de l'ensemble peut être liée à une volonté d'affirmer la noblesse du propriétaire, tout en offrant une protection contre les maraudeurs, l'époque des guerres de Religion étant terminée.
À l'intérieur, la laiterie, la buanderie et la cuisine transformée en laverie sont séparées de la grande salle commune, et de la salle à manger des maîtres par un escalier droit. Cet escalier de pierre percé de plusieurs trous destinés à tirer sur d'éventuels assaillants mène aux chambres des domestiques et aux combles. Une des deux caves voûtées, auxquelles quelques soupiraux accordent un peu d'air et une rare lumière, abrite un puits.

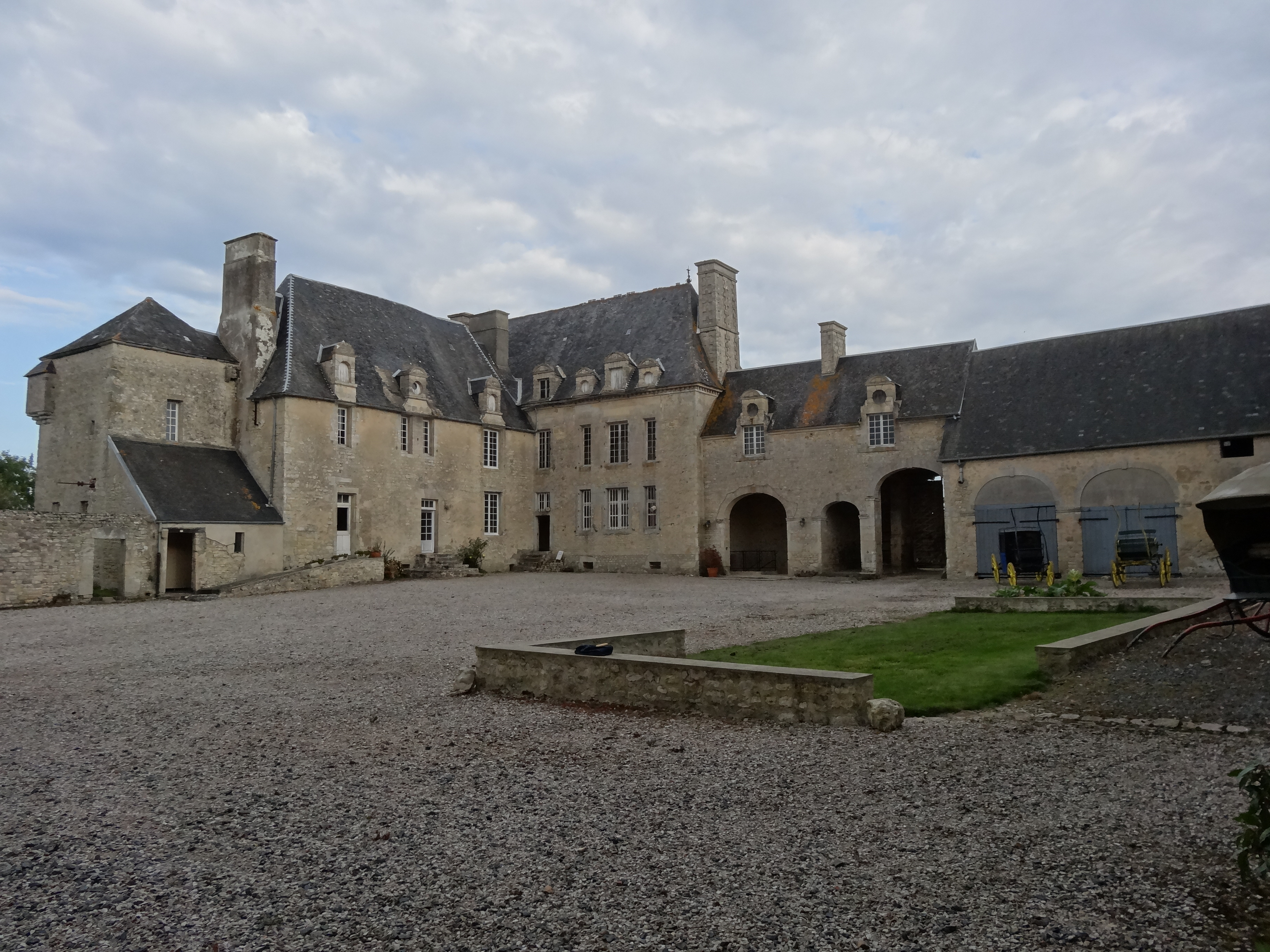
Buanderie en appentis à la petite tour à gauche des deux logis et à droite les portails et les remises vus de la cour.
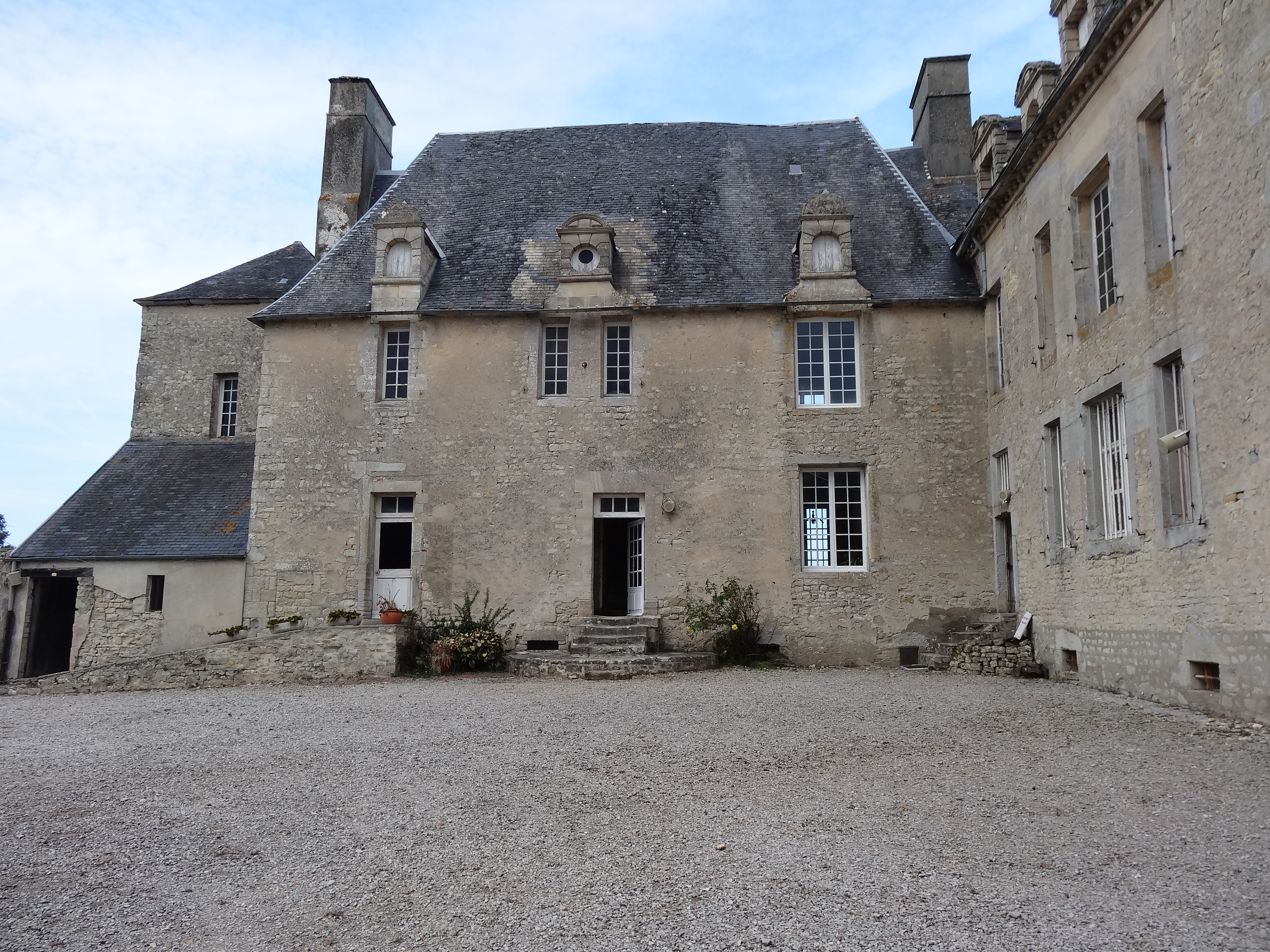
L'ancien logis qui communique avec la tour et le logis du levant.
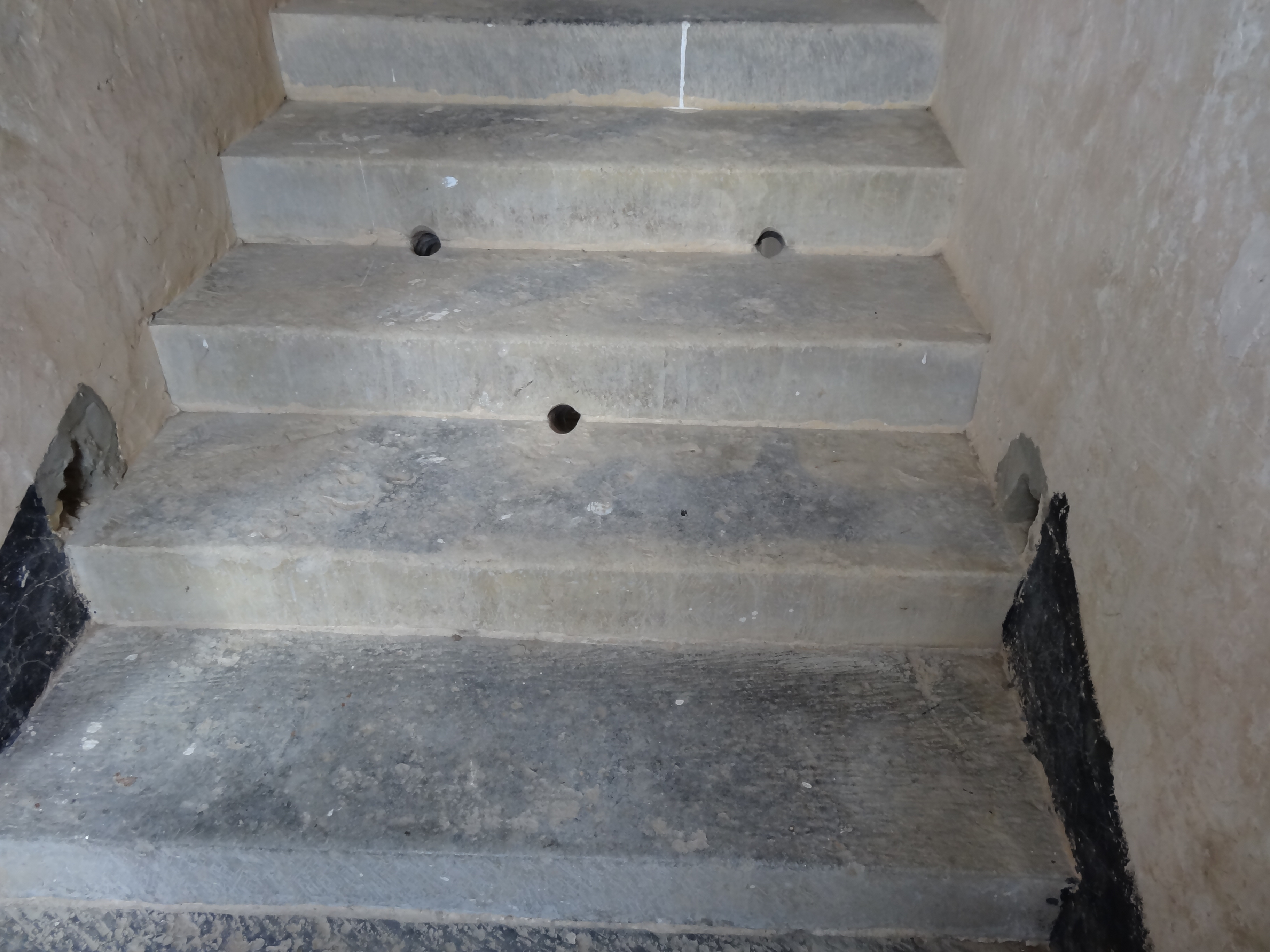
L'escalier de l'ancien logis percé de trous de tir.

### Le logis du levant

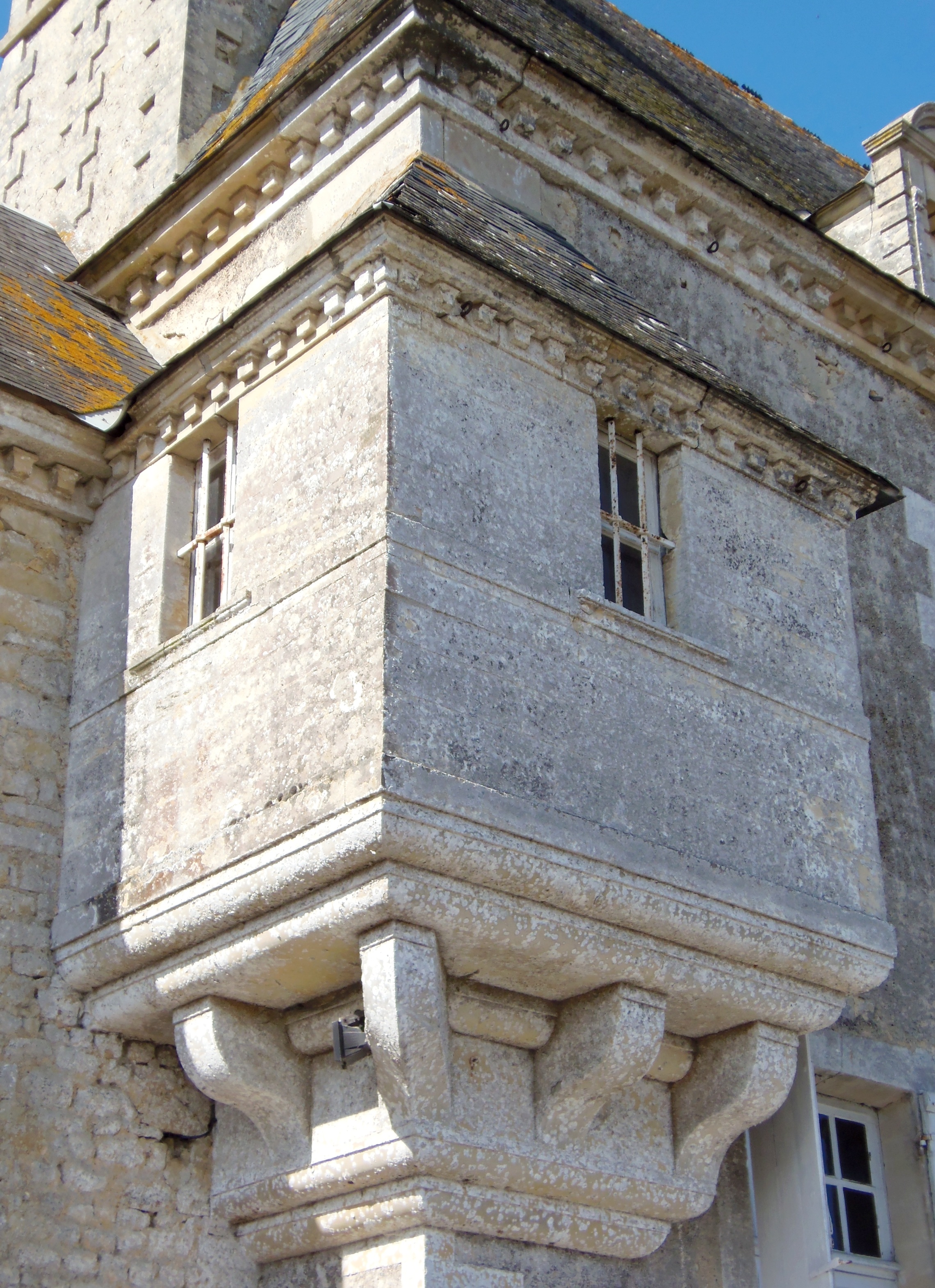
L'une des deux échauguettes, côté rue.

Construit dans la première moitié du XVIIe siècle, dans le style Louis XIII, il a servi d'habitation permanente puis périodique pour les seigneurs de ce domaine à vocation essentiellement agricole. Après 1836, la famille Hue de Mathan, propriétaire des lieux, est domiciliée à Bayeux, puis à Chicheboville. Ce logis fait face au chemin rural, à angle droit avec l'ancien logis.
Il est construit sur trois niveaux au-dessus de grandes caves voûtées ventilées par des soupiraux. Côté rue il est encadré par deux grandes échauguettes en encorbellement, similaires, contenant chacune une petite pièce éclairée par deux fenêtres qui donnent d'excellents points de vue sur les alentours. Une corniche à denticules souligne la toiture du logis, reprend sous les toits des échauguettes et court jusqu'à l'extrémité du portail. Les trois fenêtres de l'étage, de même hauteur, celle du milieu étant plus étroite, sont bien positionnées sous trois lucarnes aux frontons en plein-cintre. Mais au rez-de-chaussée les ouvertures sont de hauteurs différentes à la suite de modifications, une fenêtre et un petit perron rajouté après-coup rompent la symétrie de cette façade. Des cheminées monumentales, copies de celle du toit du portail mais beaucoup plus grandes que cette dernière, s'élèvent de part et d'autre du logis.
Côté cour l'alignement vertical est conservé entre les fenêtres des deux niveaux et les lucarnes au-dessus. Ces dernières, alternativement à ouverture rectangulaire ou en œil-de-bœuf, ont toutes des frontons cintrés, des piédroits et une plate-bande, ou un arc, à bossages.
Au rez-de-chaussée l'unique porte sur cour s'ouvre sur un petit vestibule devant l'escalier central qui donne accès d'une part à la cuisine et à l'autre logis par lequel on peut entrer dans la salle à manger, et d'autre part à une grande salle de réception. Un pavage et des cheminées du XVIIe siècle sont conservés. Les chambres des maîtres de l'étage sont surmontées par deux niveaux de combles.

### Les bâtiments agricoles
Les bâtiments agricoles occupent le reste du carré formé par l'ensemble de la ferme-manoir. Au plus près du portail se trouvent les remises pour les voitures hippomobiles, les écuries, la sellerie. Puis se succèdent poulailler, bergeries, clapier. À l'angle sud-ouest une petite tour qui abrite dans son niveau supérieur un pigeonnier d'environ 250 boulins servait aussi de tour de défense grâce à sa position stratégique qui permettait de surveiller l'ancien chemin d'accès au manoir. Face au logis du levant et au portail se trouvent des granges et un pressoir.
Les bergeries et plusieurs granges sont transformées en étables et salle de traite au XXe siècle quand l'élevage de vaches laitières s'intensifie. Des burets, dont certains en ruines depuis 1944 ont été édifiés pour nourrir les porcs avec le petit-lait issu de la fabrication du beurre.
Au nord du carré, face à la départementale, s'élèvent les ruines de l'ancienne boulangerie du domaine, avec un petit four à pain à l'intérieur. Dans les limites de la propriété un étang permettait aux troupeaux de la ferme de s'abreuver. Une charretterie de 1920 fait face au portail de l'autre côté de la voie rurale.

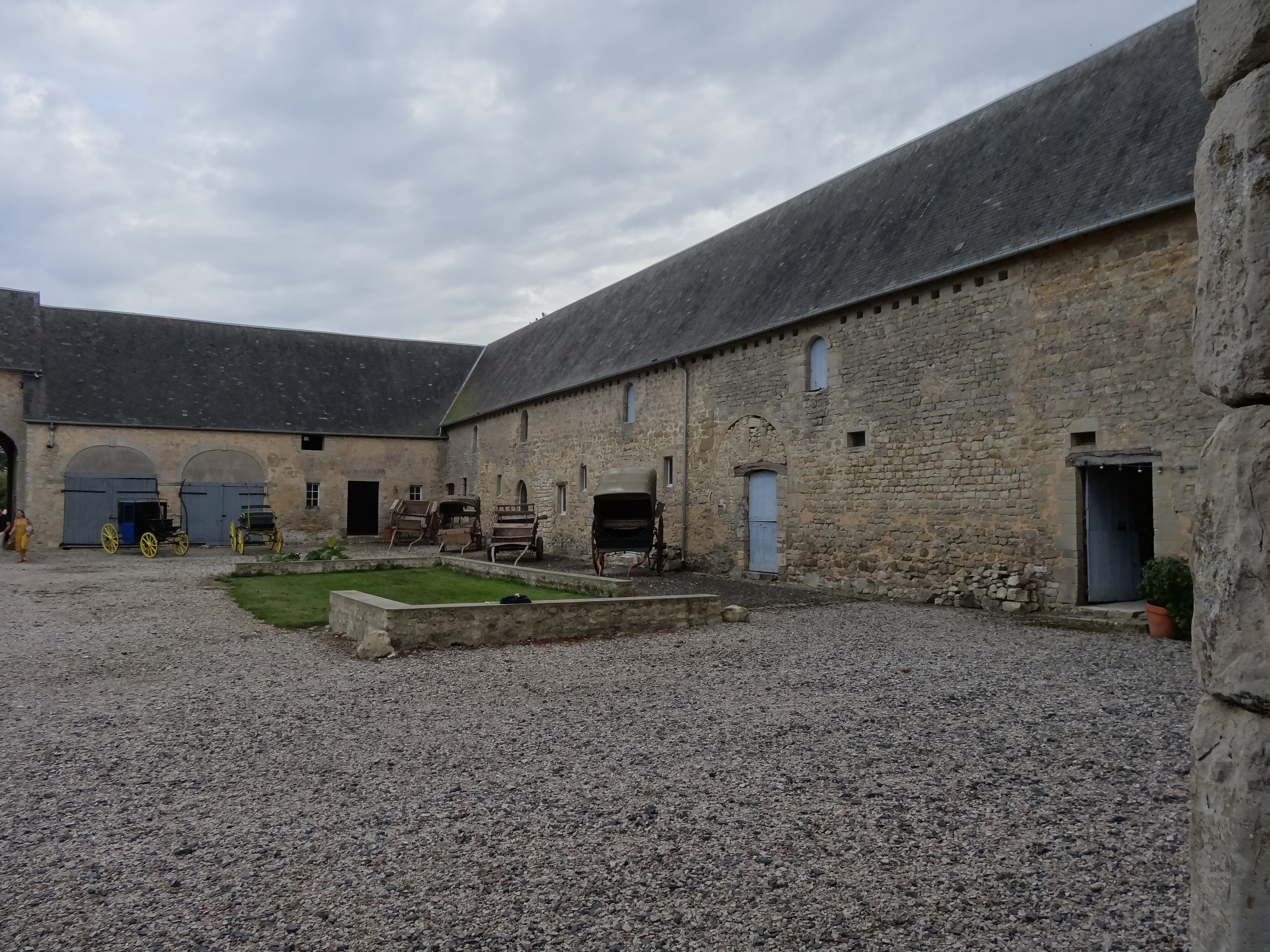
Les remises pour carrosses et carrioles et à droite les étables.
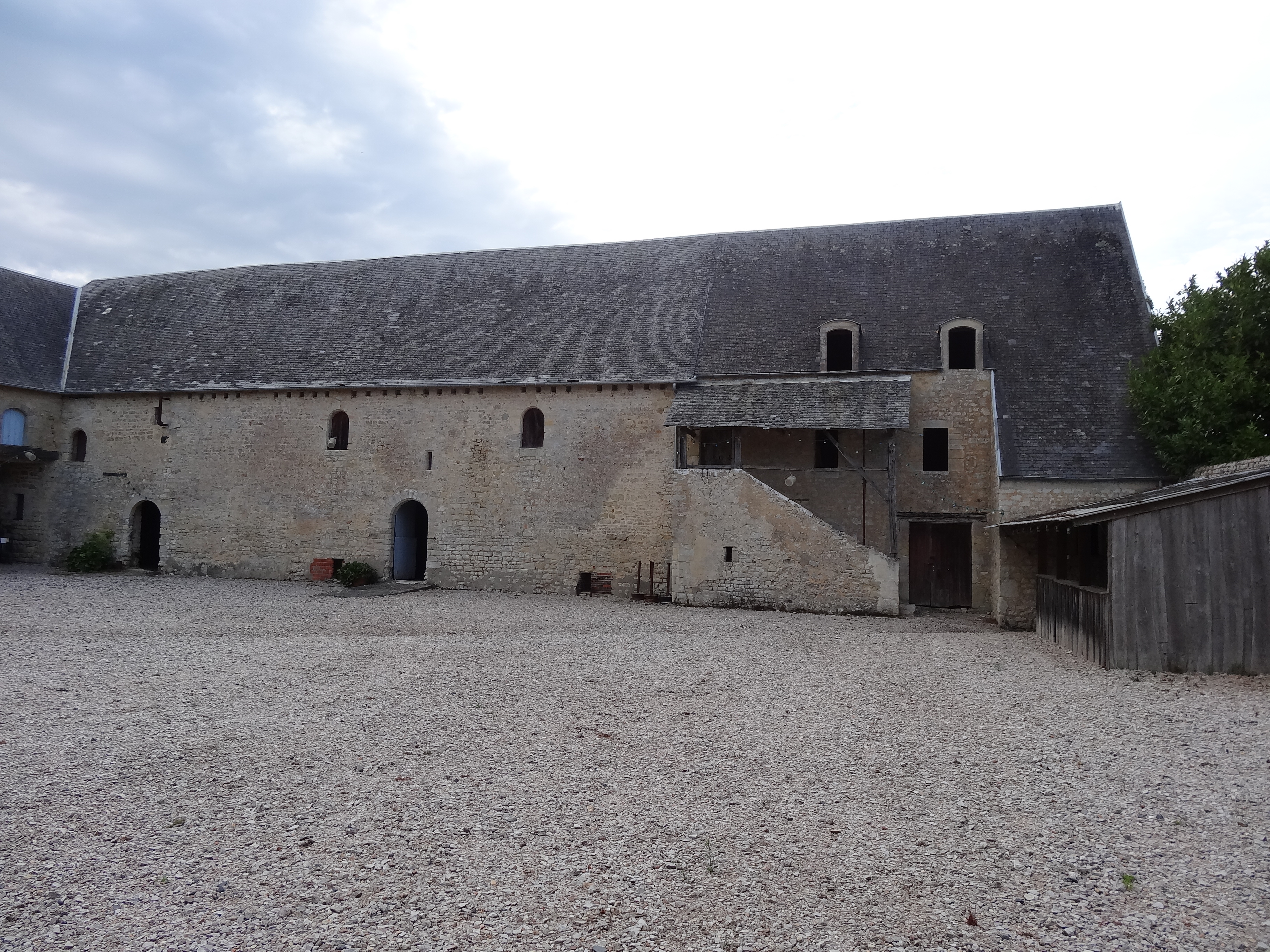
Granges, pressoir et greniers au-dessus.
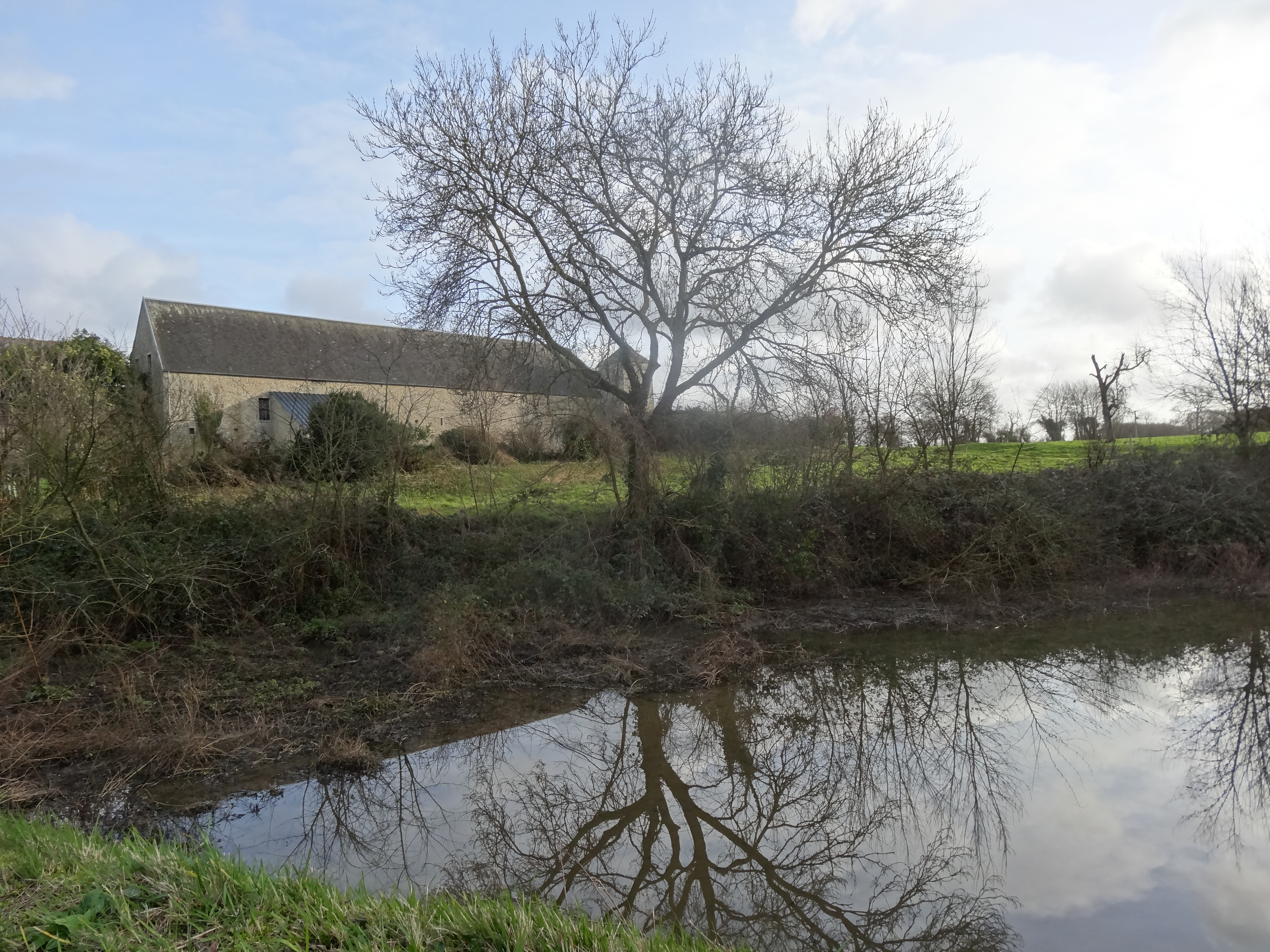
L'étang où s'abreuvaient les troupeaux.

## Protection
Le château de Douville est inscrit au titre des monuments historiques par arrêté du 2 juillet 1927.